# Macropsis citrinus
Macropsis citrinus är en insektsart som beskrevs av Evans 1941. Macropsis citrinus ingår i släktet Macropsis och familjen dvärgstritar. Inga underarter finns listade i Catalogue of Life.